# APFA sezona 1921.
APFA sezona 1921. je 2. po redu sezona nacionalne lige američkog nogometa.
U sezoni 1921. natjecala se ukupno 21 momčad. Prvacima su pomalo kontroverzno proglašeni Chicago Staleysi koji su imali isti omjer pobjeda i poraza kao i drugoplasirani Buffalo All-Americansi. Staleysi su pobijedili u njihovom drugom (i posljednjem) međusobnom susretu te sezone što je bilo odlučujuće za osvajanje naslova. To im je bio prvi naslov prvaka NFL-a.
Također, od ove sezone su se za poredak računale samo utakmice igrane s klubovima unutar lige.

## Poredak na kraju sezone
| Momčad                    | Pob | Por | Ner | %    |
| ------------------------- | --- | --- | --- | ---- |
| Chicago Staleys*          | 9   | 1   | 1   | 90,0 |
| Buffalo All-Americans     | 9   | 1   | 2   | 90,0 |
| Akron Pros                | 8   | 3   | 1   | 72,7 |
| Canton Bulldogs           | 5   | 2   | 3   | 71,4 |
| Rock Island Independents  | 4   | 2   | 1   | 66,7 |
| Evansville Crimson Giants | 3   | 2   | 0   | 60,0 |
| Green Bay Packers         | 3   | 2   | 1   | 60,0 |
| Dayton Triangles          | 4   | 4   | 1   | 50,0 |
| Racine Cardinals          | 3   | 3   | 2   | 50,0 |
| Rochester Jeffersons      | 2   | 3   | 0   | 40,0 |
| Cleveland Indians         | 3   | 5   | 0   | 37,5 |
| Washington Senators       | 1   | 2   | 0   | 33,4 |
| Cincinnati Celts          | 1   | 3   | 0   | 25,0 |
| Hammond Pros              | 1   | 3   | 1   | 25,0 |
| Minneapolis Marines       | 1   | 3   | 0   | 25,0 |
| Detroit Tigers            | 1   | 5   | 1   | 16,7 |
| Columbus Panhandles       | 1   | 8   | 0   | 11,1 |
| Tonawanda Kardex          | 0   | 1   | 0   | 0,0  |
| Muncie Flyers             | 0   | 2   | 0   | 0,0  |
| Louisville Brecks         | 0   | 2   | 0   | 0,0  |
| New York Brickley Giants  | 0   | 2   | 0   | 0,0  |

Napomena: * - proglašeni prvacima, % - postotak pobjeda

## Vanjske poveznice
- Pro-Football-Reference.com, statistika sezone 1921. u NFL-u
- NFL.com, sezona 1921.